# Рамунэ
Рамунэ́ (яп. ラムネ) — японский газированный безалкогольный напиток в бутылках с узкой горловиной, внутри которой находится стеклянный шарик (бутылка Кодда).
Напиток представил в 1884 году в Кобе шотландец Александр Кэмерон Сим (англ. Alexander Cameron Sim). Слово имеет связь со словом «lemonade»: レモネード　⇔ ラムネ.
Является в Японии одним из символов лета и активно продается во время фестивалей. Наиболее распространено рамунэ со вкусом лайма и лимона. Пустые бутылки затем собирают для переработки.

## История
В 1884 году Сим представил этот газированный напиток на основе лимонада в иностранном поселении в Кобе. Этот напиток, продававшийся в характерной бутылке Кодда, вскоре стал очень популярен среди местных японцев после того, как его стали рекламировать в токийской газете «Майнити» как профилактическое средство от холеры. Этот напиток и по сей день остается популярным безалкогольным напитком, продающимся по всему миру под названием рамунэ.